# Lidija Jewgenjewna Durkina
Lidija Jewgenjewna Durkina (russisch Лидия Евгеньевна Дуркина; bei der FIS nach englischer Transkription Lidia Durkina; * 11. September 1997 in Sankt Petersburg) ist eine russische Skilangläuferin.

## Werdegang
Durkina startete im November 2014 in Werschina Tjoi erstmals im Eastern-Europe-Cup und belegte dabei den 50. Platz über 5 km Freistil, den 48. Rang im Sprint und den 35. Platz über 10 km klassisch. Ende Januar 2015 holte sie beim Europäischen Olympischen Winter-Jugendfestival in Steg die Silbermedaille über 7,5 km klassisch und die Goldmedaille in der Mixed-Staffel. Bei den Nordischen Junioren-Skiweltmeisterschaften 2016 in Râșnov errang sie den 21. Platz über 10 km Freistil und den neunten Platz über 5 km klassisch. Im folgenden Jahr gewann sie bei den Nordischen Junioren-Skiweltmeisterschaften in Soldier Hollow die Goldmedaille mit der Staffel. In den Einzelrennen kam sie auf dem 33. Platz im Sprint, auf den 21. Rang im Skiathlon und auf den 16. Platz über 5 km Freistil. Im März 2017 wurde sie in Syktywkar russische Juniorenmeisterin im Skiathlon. Ihr erstes Weltcuprennen lief sie im Dezember 2017 in Davos, welches sie auf dem 67. Platz über 10 km Freistil beendete. Im folgenden Monat holte in Planica mit dem 27. Platz über 10 km klassisch ihre ersten Weltcuppunkte und errang bei den U23-Weltmeisterschaften in Goms den siebten Platz über 10 km klassisch. Beim Weltcupfinale in Falun lief sie auf den 55. Platz.
In der Saison 2018/19 belegte Durkina den 26. Platz beim Lillehammer Triple und den 19. Rang bei der Tour de Ski 2018/19. Zudem erreichte sie in Beitostølen mit dem zweiten Platz mit der Staffel ihre erste Podestplatzierung im Weltcup und zum Saisonende den 39. Platz im Gesamtweltcup und den 29. Rang im Distanzweltcup. Bei den U23-Weltmeisterschaften 2019 in Lahti holte sie die Silbermedaille im 15-km-Massenstartrennen und errang im Lauf über 10 km Freistil den 11. Platz. Im folgenden Jahr errang sie bei den U23-Weltmeisterschaften in Oberwiesenthal den 14. Platz im 15-km-Massenstartrennen und den 11. Platz über 10 km klassisch.

## Siege bei Continental-Cup-Rennen
| Nr. | Datum           | Ort         | Disziplin       | Serie              |
| --- | --------------- | ----------- | --------------- | ------------------ |
| 1.  | 5. Februar 2021 | Krasnogorsk | 10 km klassisch | Eastern-Europe-Cup |

## Platzierungen im Weltcup

### Weltcup-Statistik
Die Tabelle zeigt die erreichten Platzierungen im Einzelnen.
- 1.–3. Platz: Anzahl der Podiumsplatzierungen
- Top 10: Anzahl der Platzierungen unter den ersten zehn
- Punkteränge: Anzahl der Platzierungen innerhalb der Punkteränge
- Starts: Anzahl gelaufener Rennen in der jeweiligen Disziplin
- Hinweis: Bei den Distanzrennen erfolgt die Einordnung gemäß FIS.

| Platzierung               | Distanzrennen a | Distanzrennen a | Distanzrennen a | Distanzrennen a | Distanzrennen a | Skiathlon Verfolgung | Sprint | Etappen- rennen b | Gesamt | Team   | Team    |
| Platzierung               | ≤ 5 km          | ≤ 10 km         | ≤ 15 km         | ≤ 30 km         | > 30 km         | Skiathlon Verfolgung | Sprint | Etappen- rennen b | Gesamt | Sprint | Staffel |
| ------------------------- | --------------- | --------------- | --------------- | --------------- | --------------- | -------------------- | ------ | ----------------- | ------ | ------ | ------- |
| 1. Platz                  |                 |                 |                 |                 |                 |                      |        |                   |        |        |         |
| 2. Platz                  |                 |                 |                 |                 |                 |                      |        |                   |        |        | 1       |
| 3. Platz                  |                 |                 |                 |                 |                 |                      |        |                   |        |        |         |
| Top 10                    |                 |                 |                 |                 |                 |                      |        |                   |        |        | 4       |
| Punkteränge               |                 | 11              |                 |                 |                 | 4                    | 1      | 2                 | 18     |        | 4       |
| Starts                    |                 | 21              |                 | 2               |                 | 9                    | 7      | 4                 | 43     |        | 4       |
| Stand: Saisonende 2019/20 |                 |                 |                 |                 |                 |                      |        |                   |        |        |         |

### Weltcup-Gesamtplatzierungen
| Saison  | Gesamt | Gesamt | Distanz | Distanz | Sprint | Sprint |
| Saison  | Punkte | Platz  | Punkte  | Platz   | Punkte | Platz  |
| ------- | ------ | ------ | ------- | ------- | ------ | ------ |
| 2017/18 | 4      | 100.   | 4       | 76.     | -      | -      |
| 2018/19 | 175    | 39.    | 117     | 29.     | -      | -      |
| 2019/20 | 59     | 61.    | 35      | 48.     | 4      | 82.    |